# Etobicoke

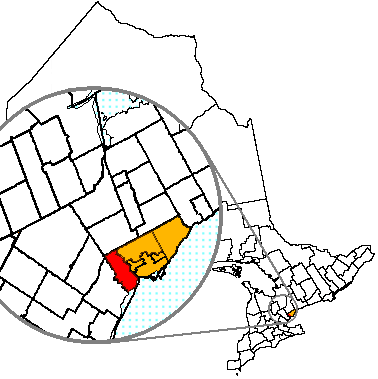
Etobicoke (rött) i Toronto (orange) och Ontario.

Etobicoke (əˈtoʊbəˌkoʊ) är den västra delen av staden Toronto i Kanada, med 338 177 invånare  2001, och 334 491 vid mätningarna 2006. Fram till 31 december 1997 var det en självständig stad. Etobicoke gränsas i söder av Ontariosjön, i öster av Humberfloden, i väster av staden Mississauga och i norr av staden Vaughan.

## Historia
Man tror att den franska utforskaren Étienne Brûlé var den första européen att besöka området, omkring 1615.
Namnet "Etobicoke" kommer från det mississauganska ordet wah-do-be-kang (wadoopikaang), vilket betyder "platsen där de svarta/vilda alarna växer, vilket användes för att beskriva området mellan Etobicoke Creek och Humberfloden. Den första provinslantmätaren, Augustus Jones, stavade också namnet som "ato-be-coake". Etobicoke antogs som officiell stavning 1796.
Etobicoke Township blev en kommun den 1 januari 1850. Tre små kommuner vid Ontariosjöns strand styckades av från Etobicoke Township – Mimico (1911), New Toronto (1913) och Long Branch (1931). Från 1954 ingick Etobicoke Township i regionkommunen Metropolitan Toronto ("Metro"). 1967 slogs Etobicoke Township åter ihop med de tre andra kommunerna till Borough of Etobicoke. Den nya kommunen blev stad 1984. Sex lokala kommuner (inklusive Etobicoke) och Metropolitan Toronto slogs samman för att bilda den nya staden Toronto den 1 januari 1998.

## Förorten
Etobicoke har den lägsta befolkningstätheten av de tidigare städerna som idag utgör staden Toronto. Detta beror främst på stora industriområden. Flera större motorvägar går genom området vilket gör att bilbaserad transport är viktig för dess invånare. Kollektivtrafiken är inte välutbyggd till området och det finns få linjer att välja bland.
I Etobicoke finns Humber College, University of Guelph-Humber, Woodbine Race Track and Slots, Woodbine Centre och Sherway Gardens Shopping Centre.

## Utbildning
De kommunala skolorna i Etobicoke sköts av Toronto District School Board. Bland high schools finns Central Etobicoke High School, Etobicoke Collegiate Institute (grundat 1928), Kipling Collegiate Institute, Lakeshore Collegiate Institute, Martingrove Collegiate Institute, North Albion Collegiate Institute, Richview Collegiate Institute (grundat 1958), Silverthorn Collegiate Institute, Thistletown Collegiate Institute, West Humber Collegiate Institute (grundat 1966), Etobicoke Schools of the Arts (grundat 1983) samt Scarlett Heights Entrepreneurial Academy.
I Etobicoke finns också flera katolska skolor, vilka sköts av Toronto Catholic District School Board. Dessa är Michael Power/St. Joseph High School, Bishop Allen Academy, Don Bosco High School, Father John Redmond High School samt Father Henry Carr Secondary School i Rexdale.